# Copperopolis (Kalifornija)
Copperopolis je naseljeno područje za statističke svrhe u američkoj saveznoj državi Kalifornija. Prema popisu stanovništva iz 2010. u njemu je živjelo 3,671 stanovnika.